# Олимпия (картина Мане)
«Оли́мпия» (фр. Olympia) — картина, написанная в 1863 году французским импрессионистом Эдуардом Мане. Будучи выставленной на Парижском салоне 1865 года, картина стала причиной одного из самых больших скандалов в истории искусства. «Олимпия» находится в собственности французского государства и с 1986 года демонстрируется в экспозиции музея Орсе в Париже.

## Описание полотна
На картине изображена полулежащая обнажённая женщина. Правой рукой она опирается на пышные белые подушки, верхняя часть тела слегка приподнята. Её левая рука покоится на бедре, прикрывая лоно. Лицо и тело модели обращены к зрителю.
На её белоснежное ложе наброшено кремовое покрывало, богато украшенное по кромке цветочным узором. Кончик покрывала девушка придерживает рукой. Зрителю видна и тёмно-красная обивка кровати. Девушка полностью обнажена, на ней лишь несколько украшений: её убранные назад рыжие волосы украшает крупная розовая орхидея, на шее у неё завязанная бантиком чёрная бархотка с жемчужиной. В пандан к жемчужине подобраны серьги, а на правой руке модели — широкий золотой браслет с подвеской. Ноги девушки украшают изящные туфли-панталеты.
Второй персонаж на полотне Мане — темнокожая служанка. В руках она держит роскошный букет в белой бумаге. Негритянка одета в розовое платье, ярко контрастирующее с её кожей, а её голова почти теряется среди чёрных тонов фона. В изножье кровати устроился чёрный котёнок, служа важной композиционной точкой в правой части картины.
Пространственная глубина интерьера на картине практически отсутствует. Художник оперирует всего лишь двумя планами: светлыми человеческими фигурами — на первом плане и тёмным интерьером — на заднем плане.
Яркая вертикальная полоса золотистой отделки стены делит тёмный фон картины почти пополам. Это позволяет сфокусировать меньшую, левую половину, квадратной «рамкой» на голове Олимпии, а большую, прямоугольную — на фигуре её служанки. Часть стены за торсом Олимпии в тёмно-коричневых обоях и зелёная драпировка создаёт акцент на рыжих волосах модели. Весь интерьер комнаты за спиной негритянки почти полностью скрывают зелёные шторы, лишь небольшой прорыв в следующий план картины образует дверной проём.

### Цветовая гамма
Цветовая гамма картины отличается сдержанностью: в палитре художника лишь несколько основных тонов: белый, чёрный, синий (переходящий в тёмно-зелёный), а из тёплых — коричнево-золотой и красный. Преобладающие на картине светлые, бежевые тона, использованные для кожи модели и её ложа, контрастируют с тёмными, практически чёрными тонами обстановки, образами служанки и кота, чьи очертания почти тают на фоне занавеса. Такой сильный контраст делит полотно пополам по горизонтали.
Художник расставляет несколько пламенеющих акцентов: насыщенный цвет орхидеи в волосах подхватывают бутоны букета и цветочный узор покрывала. Ритм поддерживают красный платок на голове служанки и обивка кровати. Тёмно-зеленый цвет занавеса созвучен тону листьев и стеблей в букете, отделке покрывала, зеленоватым теням на простынях и окантовкой панталет.

### Композиционная схема
В основе композиции картины положено многократное повторение треугольной формы. Тёмно-красный треугольник обивки кровати в нижнем левом углу перекликается с чётким торчащим уголком подушки выше. Ту же геометрическую форму образует и зелёная драпировка над ними. Фигура негритянки в розовом справа также вписана в треугольник. Композиционным центром картины является лоно Олимпии, что подчёркивается её линейным построением: к лону девушки ведут диагональные линии плеч и рук обеих женщин, на него направлены вертикальная золотистая линия обоев и перекрещивающаяся линия ног Олимпии.
Манера письма Мане кажется очень плоской. Мастер отказался от традиционной многослойности и тщательности нанесения мазков. Краска кое-где выходит за границы изображённых предметов, к примеру, букет практически распадается на отдельные цветовые пятна. В картине ощущается зарождение нового стиля — импрессионизма, одним из родоначальников которого стал её автор.

## История создания
На картине стоит подпись и дата: éd Manet 1863. Картина была создана в том же году, что и «Завтрак на траве», ставший причиной скандала на «Салоне отверженных» 1863 года. Однако триумфатором Парижского салона в том году стал Александр Кабанель со своим «Рождением Венеры». Возможно, именно эта картина вдохновила на создание «Олимпии» боровшегося за своё признание Эдуарда Мане. Ещё в Италии в 1850-е годы он работал над копией «Венеры Урбинской» и был хорошо знаком с сюжетом.
По существу о создании картины известно мало. Сохранилось два эскиза сангиной. Акварель с Олимпией 1863 года скорее всего была написана после картины и связывает в один ряд картину с двумя офортами 1867 года, созданными по мотивам «Олимпии». Один из этих эскизов Мане потом нарисует прикреплённым к стене на заднем плане своего «Портрета Эмиля Золя».
Моделью Олимпии послужила излюбленная натурщица Мане — Викторина Мёран. Однако есть предположение, что Мане использовал в картине образ известной куртизанки, любовницы императора Наполеона Бонапарта Маргариты Белланже.

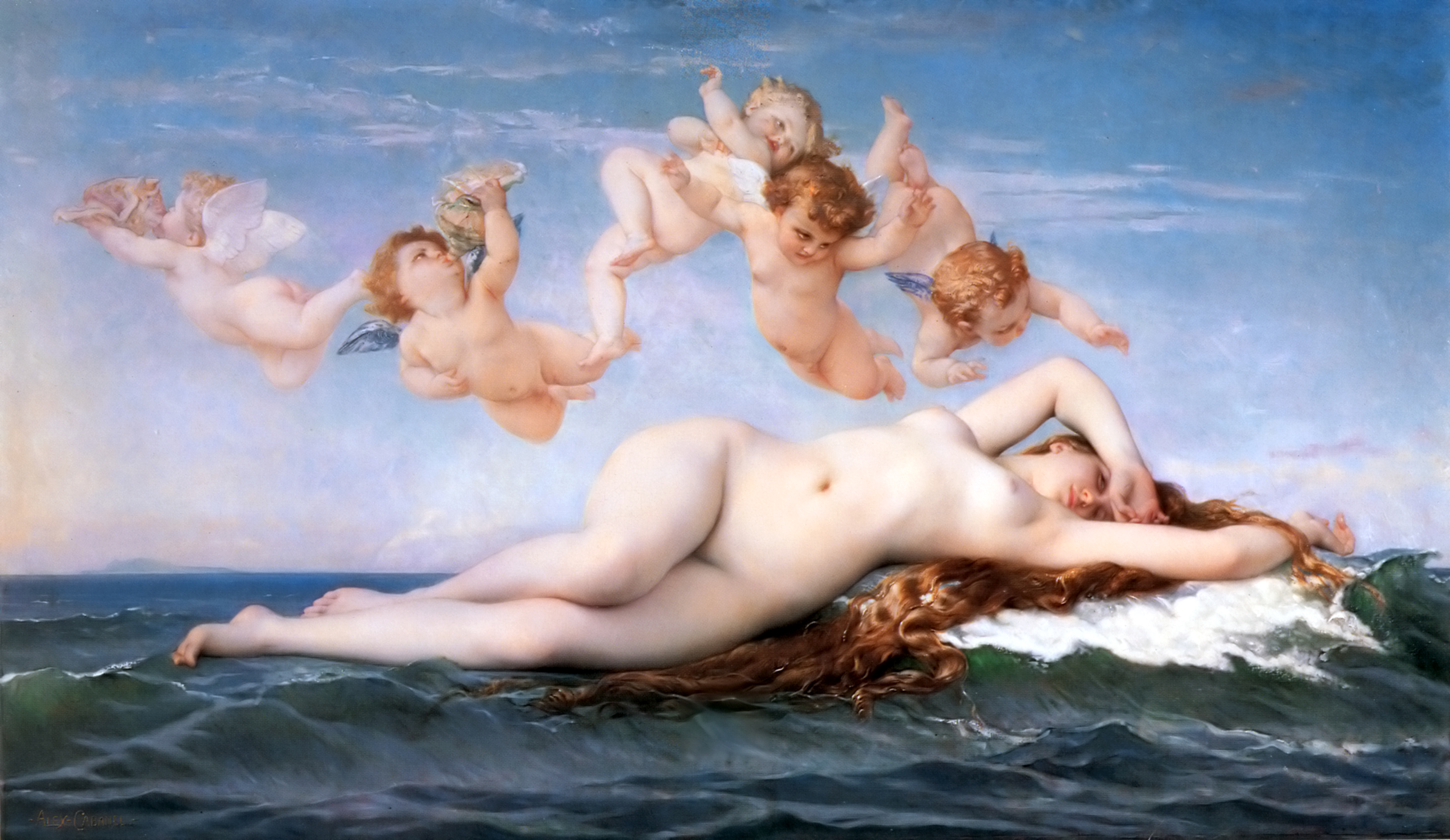
Александр Кабанель: Рождение Венеры
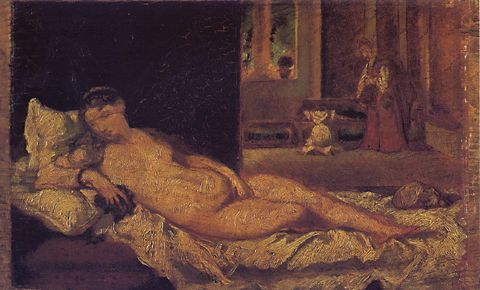
Эдуард Мане: Венера Урбинская Копия картины Тициана
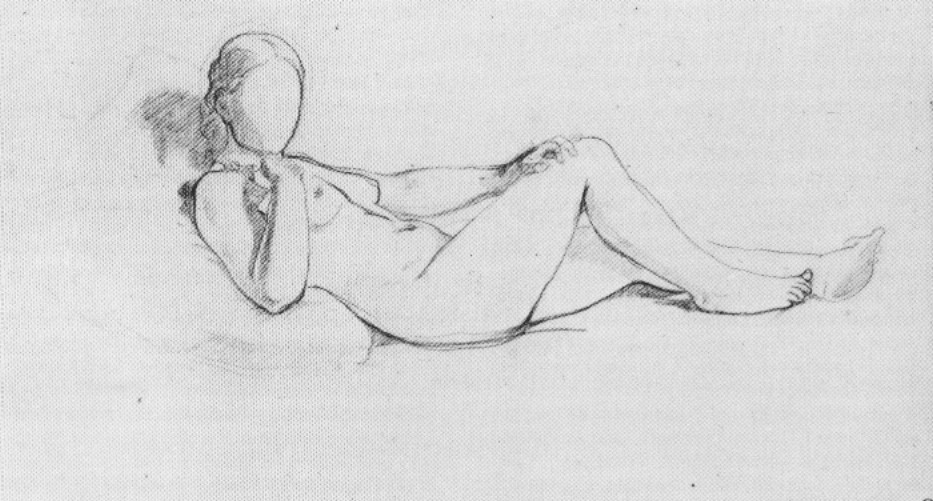
Эдуард Мане: Эскиз к Олимпии Сангина
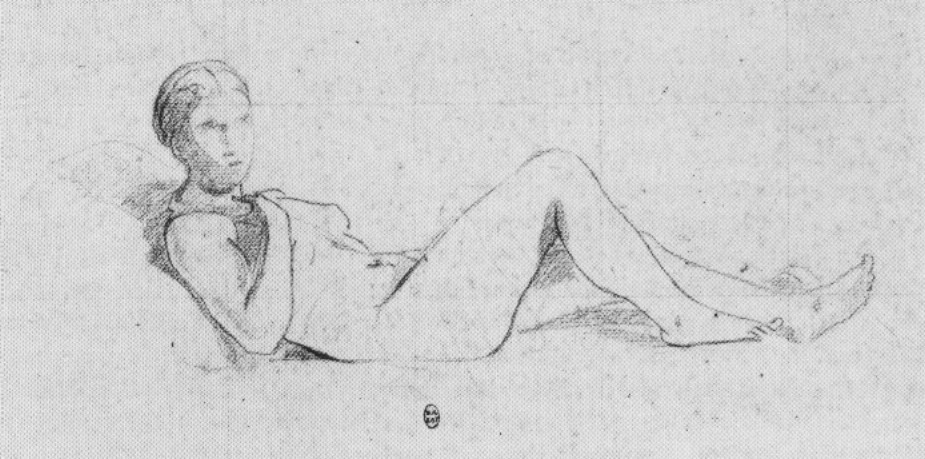
Эдуард Мане: Эскиз к Олимпии Сангина
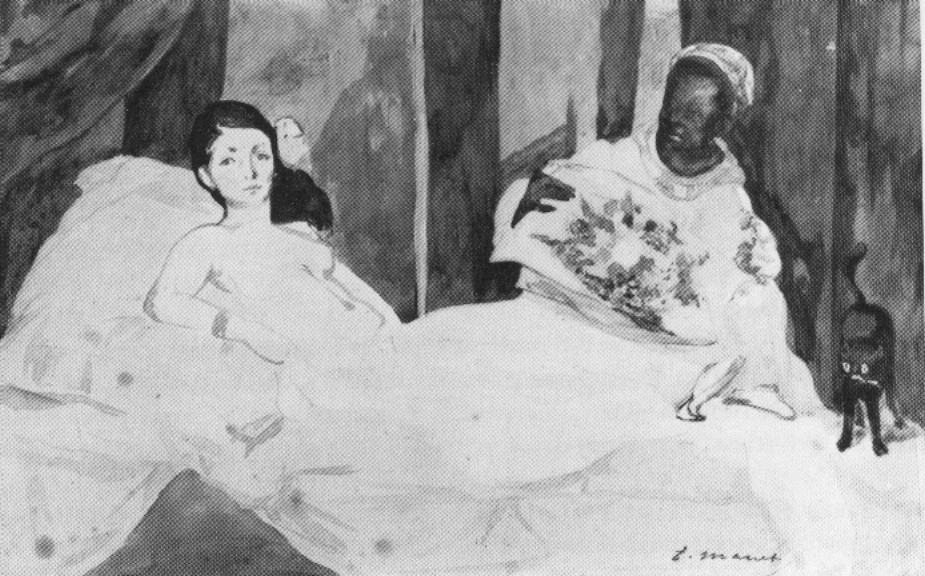
Эдуард Мане: Олимпия Акварель 1863 г.
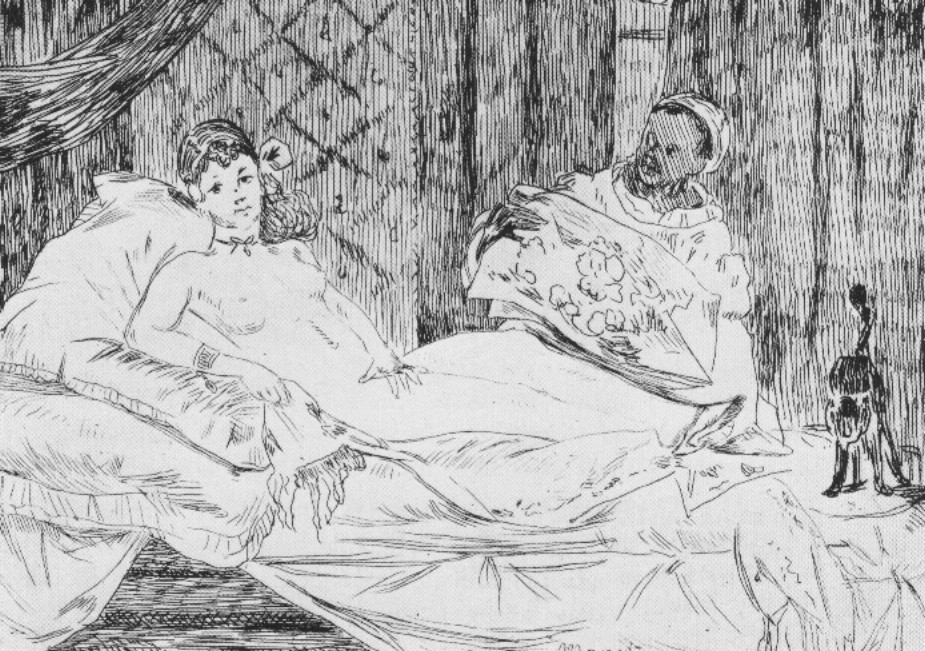
Эдуард Мане: Олимпия Офорт 1867 г.
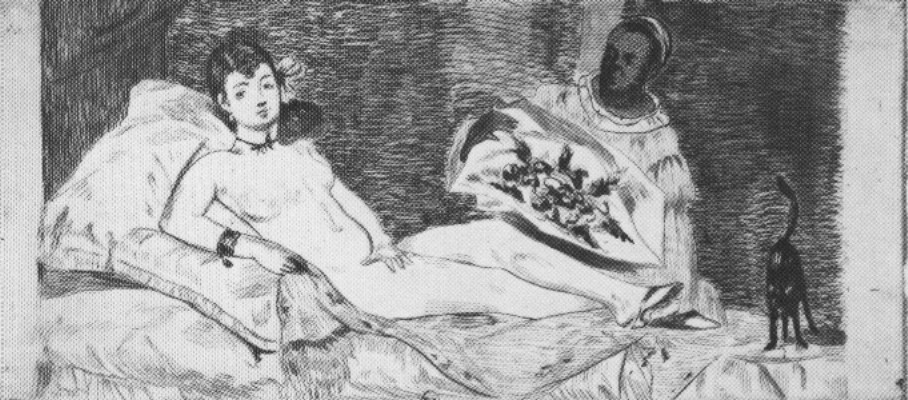
Эдуард Мане: Олимпия Офорт с акватинтой 1867 г.
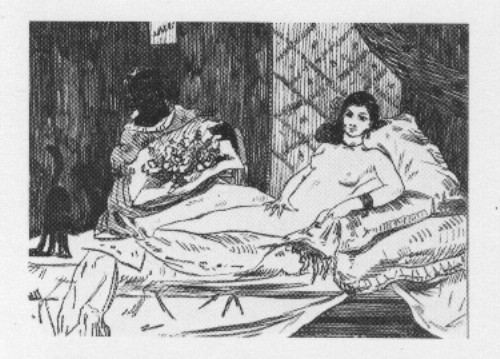
Эдуард Мане: Олимпия Гравюра на дереве

## Иконография

### Предшественницы
«Олимпия» явилась одной из самых знаменитых ню XIX века. Однако у неё есть много предшествовавших ей известных образцов: изображение лежащей обнажённой женщины имеет в истории искусства давние традиции. Прямыми предшественницами «Олимпии» Мане являются «Спящая Венера» Джорджоне 1510 года и «Венера Урбинская» Тициана 1538 года. Обнажённые женщины написаны на них практически в одинаковой позе.
«Олимпия» Мане обнаруживает большое сходство с картиной Тициана, ведь именно с неё Мане написал копию в годы ученичества. И Венера Урбинская, и Олимпия изображены в домашней обстановке; как и на картине Тициана, задний план «Олимпии» Мане чётко разделён на две части вертикалью в направлении лона лежащей женщины. Обе женщины одинаково опираются на правую руку, у обеих женщин правая рука украшена браслетом, а левая прикрывает лоно, и взгляд обеих красавиц направлен прямо на зрителя. На обеих картинах в ногах у женщин расположился котёнок или собачка и присутствует служанка. Подобную манеру цитирования с перенесением ренессансного мотива в современные парижские реалии Мане уже использовал при создании «Завтрака на траве».
Прямой и открытый взгляд обнажённой Олимпии уже известен по «Махе обнажённой» Гойи, а контраст между бледной и тёмной кожей уже обыгрывался в картине «Эстер» или «Одалиска» Леона Бенувиля 1844 года, хотя на этой картине белокожая женщина одета. К 1850 году в Париже также получили широкое распространение фотографии ню лежащих женщин.

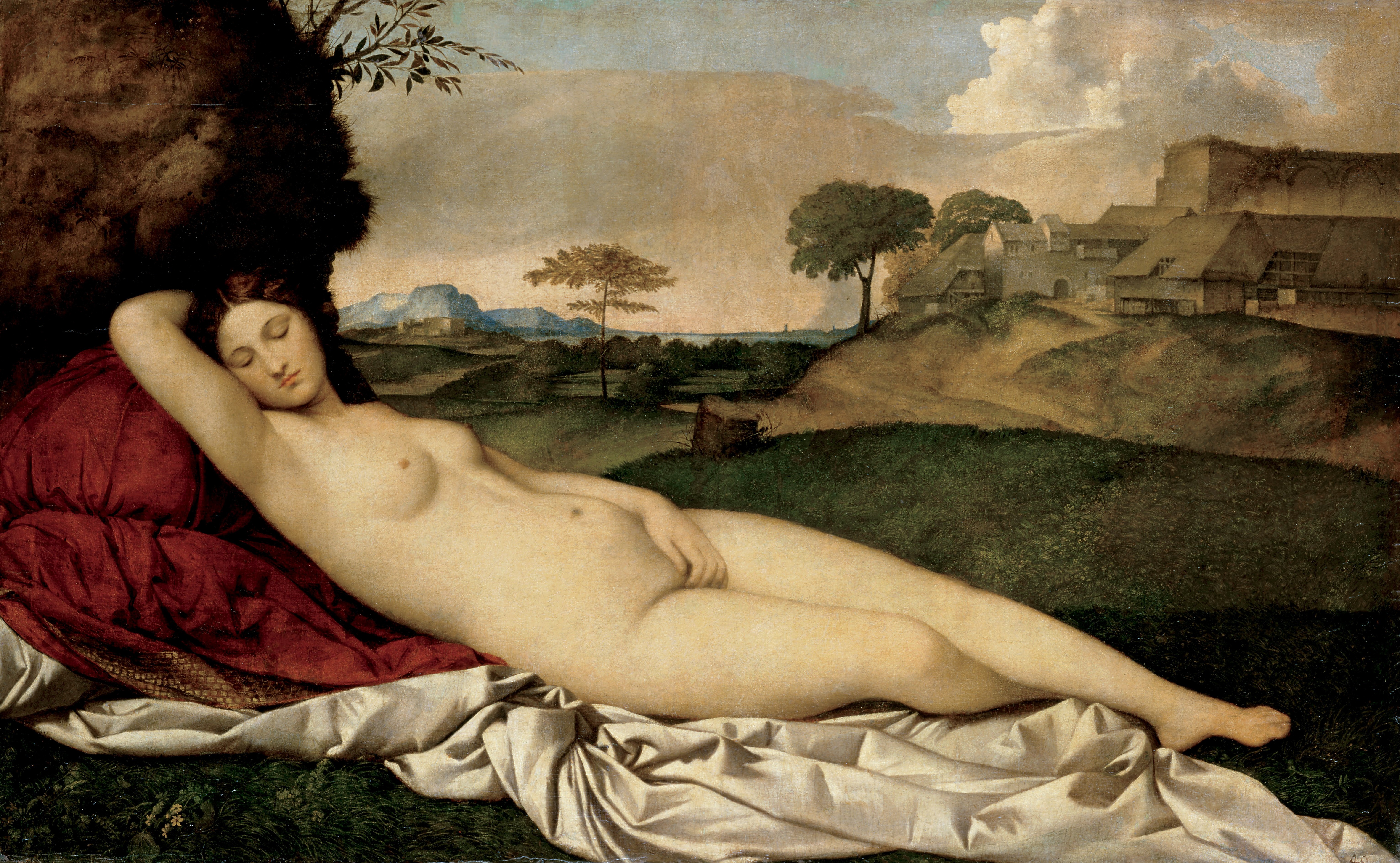
Джорджоне: Спящая Венера
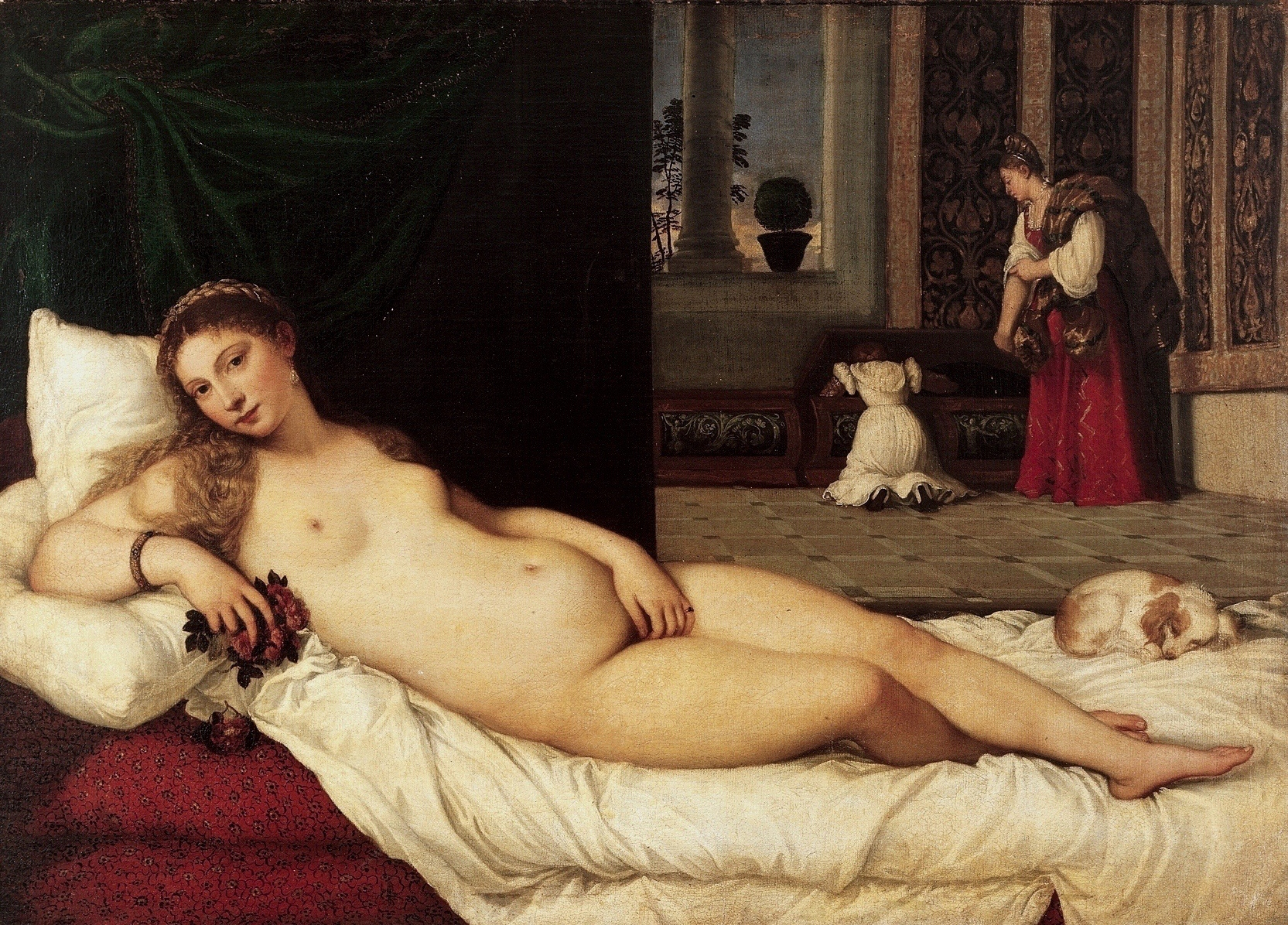
Тициан: Венера Урбинская
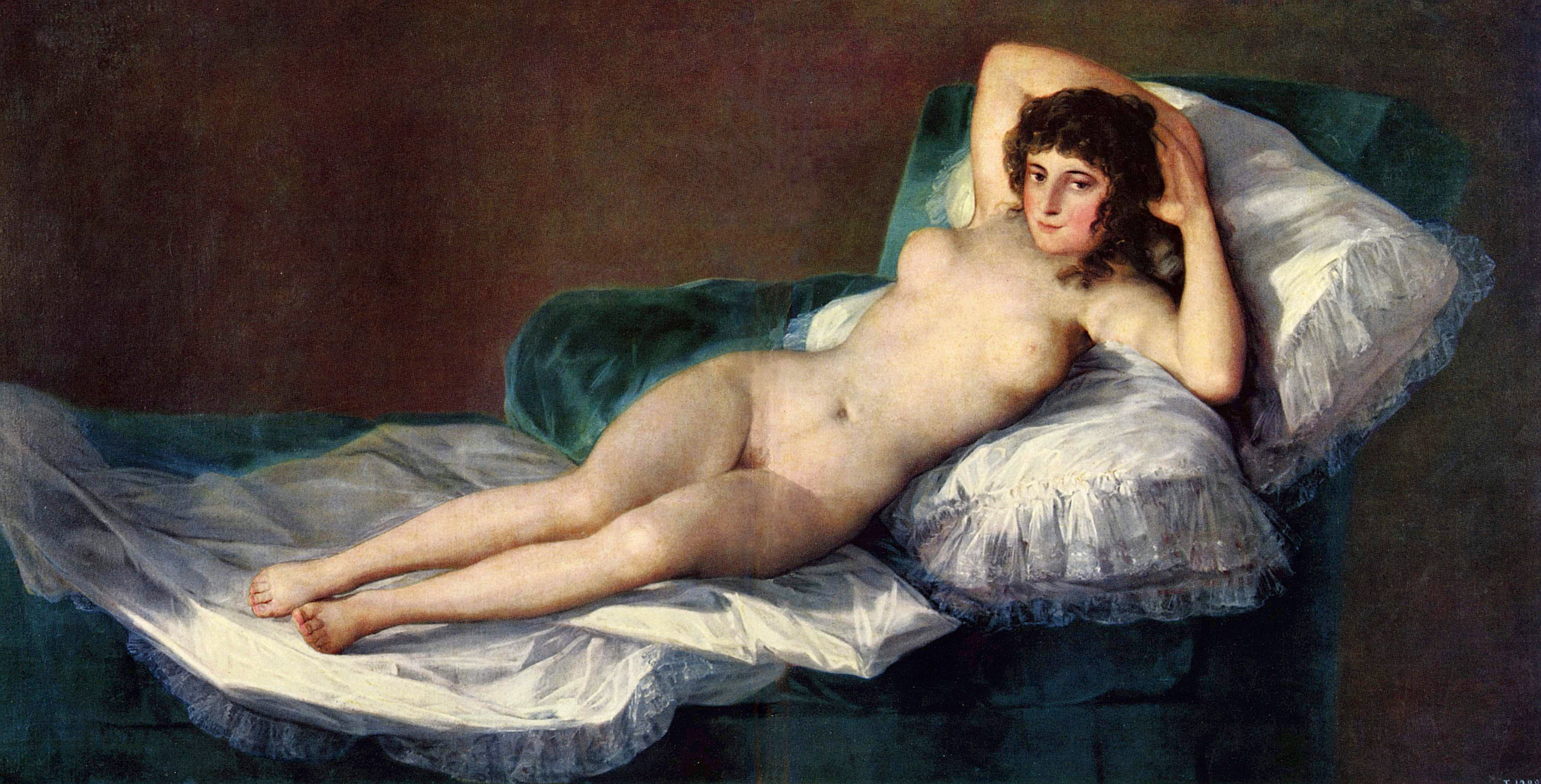
Гойя: Маха обнажённая
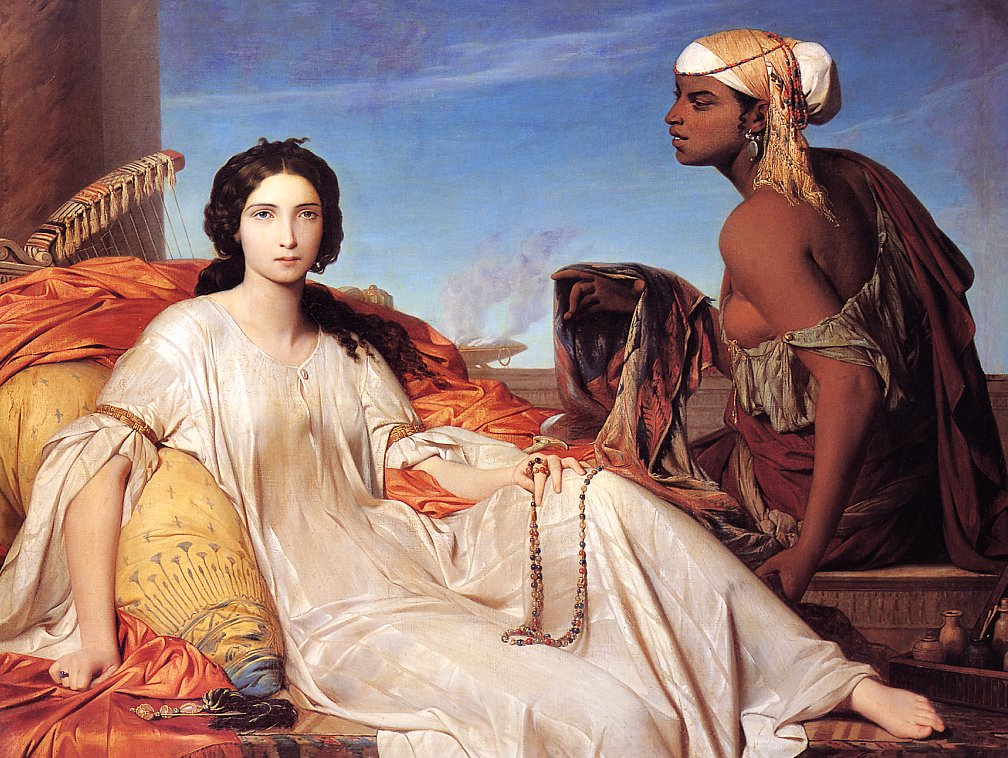
Леон Бенувиль: Эстер или Одалиска

На Мане оказали влияние не только живопись и фотография, но и поэтический сборник Шарля Бодлера «Цветы зла». Первоначальный замысел картины имел отношение к метафоре поэта «женщина-кошка», проходящий через ряд его произведений, посвященных Жанне Дюваль. Эта связь чётко прослеживается в первоначальных эскизах. В готовой картине у ног женщины появляется ощетинившийся кот с таким же, как и у хозяйки, выражением глаз.

### Название полотна и его подтекст

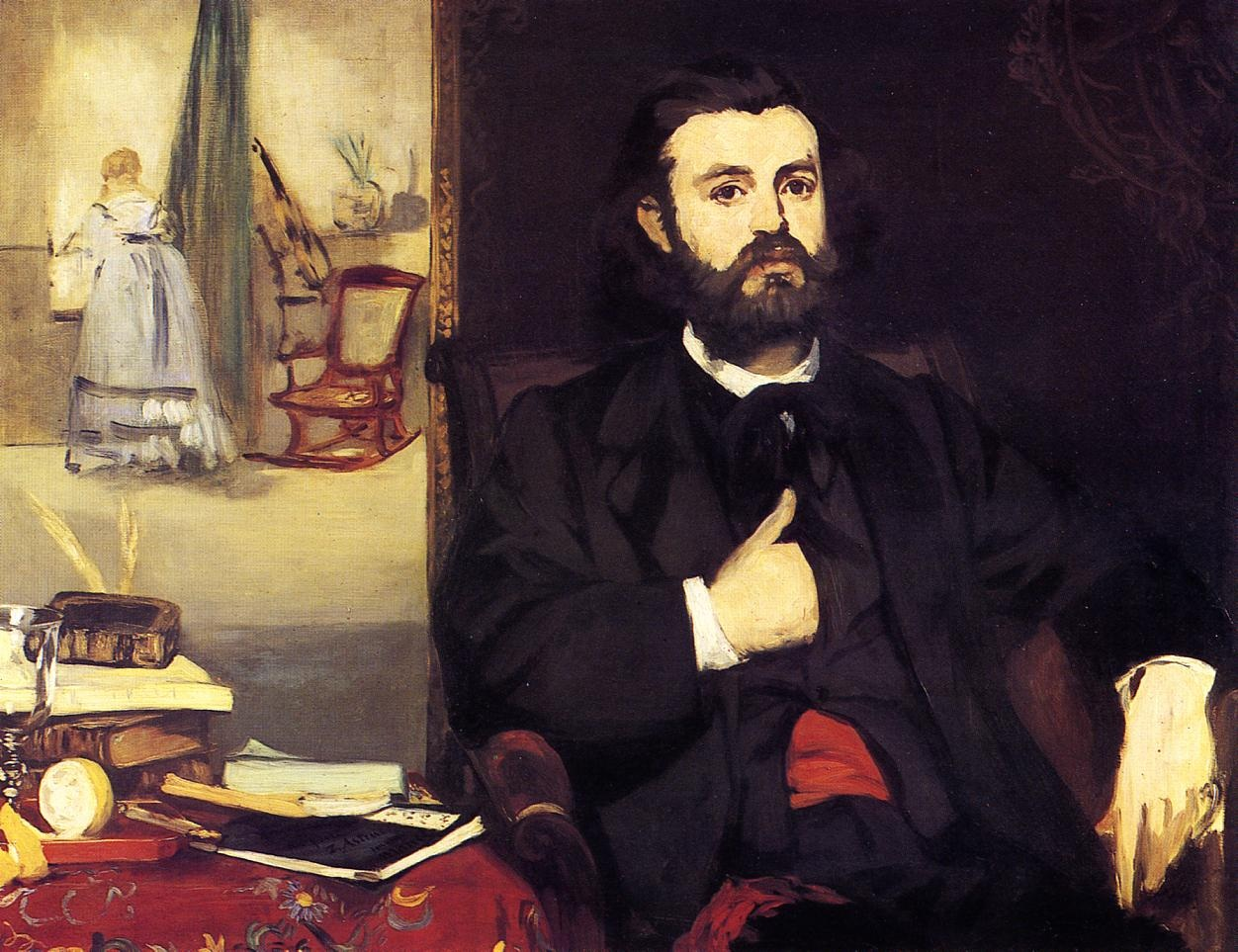
Эдуард Мане:
Портрет Закари Астрюка

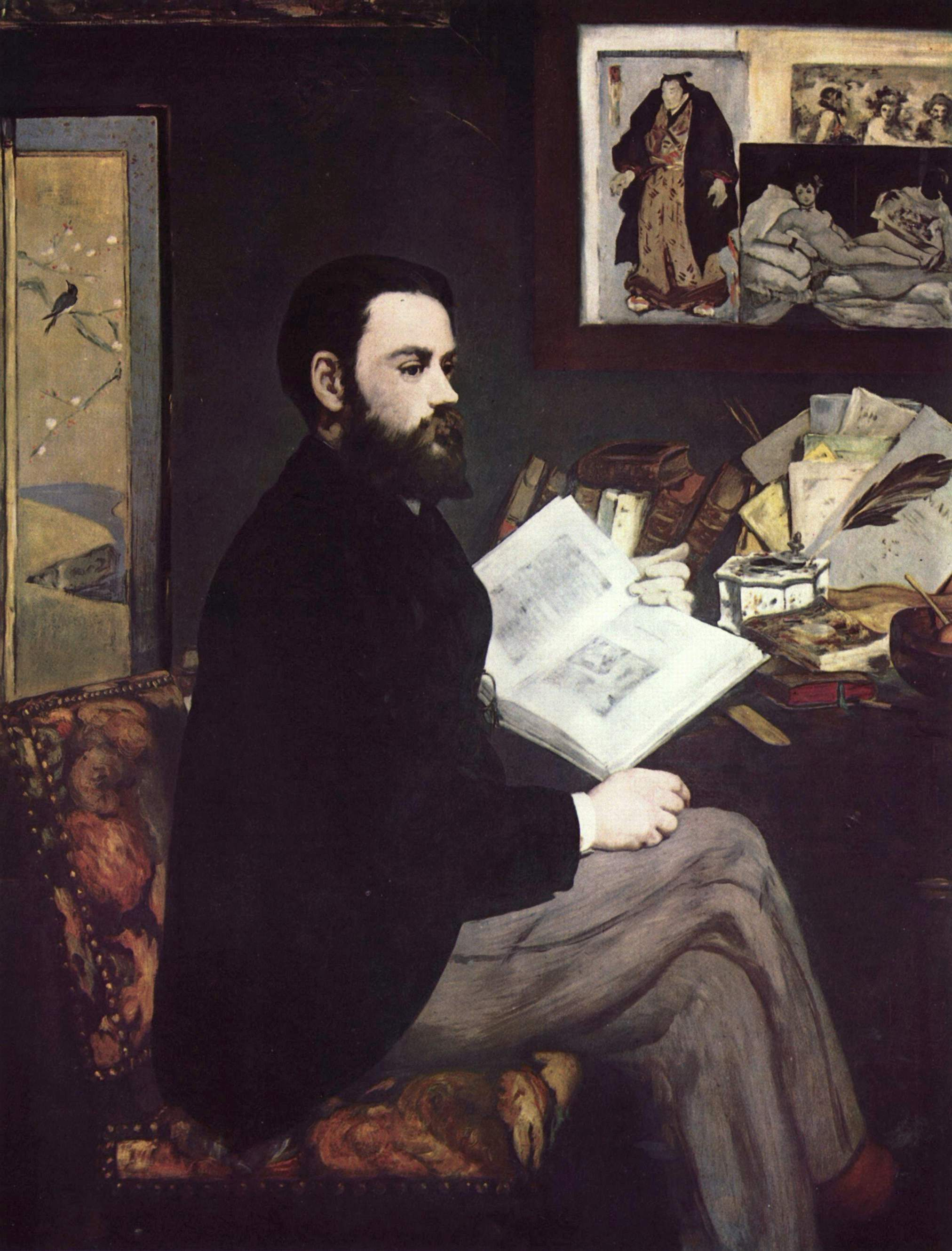
Эдуард Мане: Портрет Эмиля Золя. Художник изобразил Золя на фоне стены с эскизом к «Олимпии» и японской гравюрой

Одной из причин скандальности полотна послужило и его название: художник не последовал традиции оправдывать наготу женщины на картине легендарным сюжетом и не назвал свою ню «мифологическим» названием типа «Венера» или «Даная». В живописи XIX века появились многочисленные «одалиски», самая известная из которых, конечно же, «Большая Одалиска» Жана Огюста Доминика Энгра, однако Мане пренебрёг и этим вариантом.
Наоборот, стиль немногочисленных ювелирных украшений и фасон туфель девушки указывают на то, что Олимпия живёт в современное время, а не в какой-либо абстрактной Аттике или Османской империи.
Необычно и само имя, которое дал девушке Мане. За полтора десятка лет до этого, в 1848 году Александр Дюма опубликовал свой прославленный роман «Дама с камелиями», в котором имя Олимпия носит главная антагонистка и коллега героини романа. Мало того, это имя было нарицательным: так часто называли дам полусвета. Для современников художника это имя ассоциировалось не с далёкой горой Олимп, а с проституткой.
Это подтверждает и символический язык картины:
- На тициановской картине «Венера Урбинская» женщины на заднем плане заняты подготовкой приданого, что вместе со спящей собачкой у ног Венеры должно означать домашний уют и верность. А у Мане чернокожая служанка несёт букет цветов от поклонника — цветы традиционно считаются символом дара, пожертвования. Орхидея в волосах Олимпии — афродизиак.
- Жемчужные украшения носила богиня любви Венера, украшение на шее Олимпии выглядит как лента, завязанная на упакованном подарке.
- Прогнувшийся котёнок с поднятым хвостом является классическим атрибутом в изображении ведьм, знаком плохого предзнаменования и эротических излишеств.
- Кроме того буржуа были особенно возмущены тем, что модель (голая женщина) вопреки всем нормам общественной морали не лежала, скромно потупив глазки. Олимпия предстаёт перед зрителем не дремлющей, как джорджоновская Венера, она смотрит ему прямо в глаза. Прямо в глаза проститутке обычно смотрит её клиент, и в этой роли, благодаря Мане, оказывается каждый, кто смотрит на его «Олимпию».

Кому пришла идея назвать картину «Олимпией», осталось неизвестным. В 1864 году, спустя год после создания картины, появились поэма «Дочь острова» и стихи Закари Астрюка, посвящённые Олимпии. Эта поэма указана в каталоге Парижского салона в 1865 году.
| Quand, lasse de songer, Olympia s’éveille, Le printemps entre au bras du doux messager noir C’est l’esclave à la nuit amoureuse pareille, Qui veut fêter le jour délicieux à voir, L’auguste jeune fille en qui la flamme veille. |  | Лишь успеет Олимпия ото сна пробудиться, Чёрный вестник с охапкой весны перед ней; То посланец раба, что не может забыться, Ночь любви обращая цветением дней: Величавая дева, в ком пламя страстей. |

Закари Астрюк написал эту поэму, вдохновлённый картиной своего друга. Однако любопытно, что на портрете кисти Мане 1866 года Астрюк изображён не на фоне «Олимпии», а на фоне «Венеры Урбинской» Тициана.

## Скандал

### Парижский салон

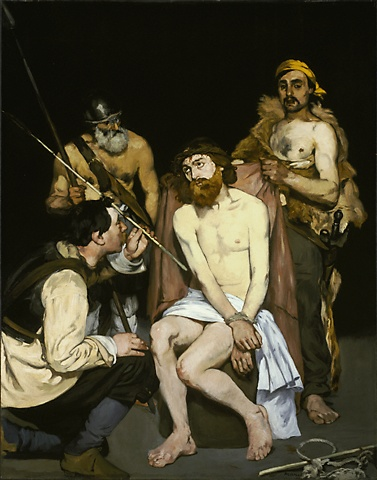
Эдуар Мане. «Иисус и бичующие его воины» («Поругание Христа стражей»)

Впервые представить свои работы на Парижском салоне Мане пытался в 1859 году. Однако его «Любитель абсента» к салону допущен не был. В 1861 году на Парижском салоне благосклонность публики снискали две работы Мане — «Испанский гитарист» и «Огюст и Эжени Мане, родители художника». В 1863 году работы Мане снова не прошли отбор жюри Парижского салона и были показаны в рамках «Салона отверженных», где уже «Завтрак на траве» оказался в эпицентре крупного скандала.
Вероятно, Мане собирался показать «Олимпию» на Парижском салоне в 1864 году, но поскольку на ней была опять изображена та же обнажённая Викторина Мёран, Мане решил избежать нового скандала и предложил на Парижский салон 1864 года вместо «Олимпии» «Эпизод боя быков» и «Мёртвого Христа с ангелами», но и им было отказано в признании. Лишь в 1865 году «Олимпия» была представлена на Парижском салоне вместе с картиной «Иисус и бичующие его воины» («Поругание Христа стражей»).
Биограф художника Эдмон Базир писал:
Он задумал и выполнил «Олимпию» в год своей женитьбы (1863), но выставил ее только в 1865 году. Несмотря на уговоры друзей, он долго колебался. Осмелиться — вопреки всем условностям — изобразить голую женщину на неприбранной постели и возле неё — негритянку с букетом и черную кошку с выгнутой спиной. Написать без прикрас живое тело и подкрашенное лицо этой модели, растянувшейся перед нами, не завуалированное каким-либо греческим или римским воспоминанием; вдохновиться тем, что видишь сам, а не тем, чему учат профессора. Это было настолько смело, что он сам долго не решался показать «Олимпию». Надо было, чтобы кто-нибудь подтолкнул его. Этот толчок, которому Мане не мог противостоять, исходил от Бодлера.

### Новая манера письма
Из-за «Олимпии» Мане разразился один из самых крупных скандалов в искусстве XIX века. Скандальным оказался как сюжет картины, так и живописная манера художника. Мане, увлекавшийся японским искусством, отказался от тщательной проработки нюансов светлого и тёмного, к которой стремились другие художники. Из-за этого современники не смогли увидеть объёмности изображённой фигуры и считали композицию картины грубой и плоской. Гюстав Курбе сравнил Олимпию с дамой пик из колоды карт, только что вышедшей из ванны. Мане обвинили в аморальности и вульгарности. Антонин Пруст позднее вспоминал, что картина уцелела лишь благодаря мерам предосторожности, принятым администрацией выставки.
Никогда и никому ещё не приходилось видеть что-либо более циничное, чем эта «Олимпия», — писал современный критик. — Это — самка гориллы, сделанная из каучука и изображённая совершенно голой, на кровати. Её руку как будто сводит непристойная судорога… Серьёзно говоря, молодым женщинам в ожидании ребенка, а также девушкам я бы советовал избегать подобных впечатлений.
Полотно, выставленное на Салоне, вызвало ажиотаж и подверглось дикому глумлению со стороны толпы, взбудораженной обрушившейся из газет критикой. Испуганная администрация поставила у картины двух охранников, но и этого было недостаточно. Толпа, хохоча, завывая и угрожая тростями и зонтами, не пугалась и военного караула. Несколько раз солдатам приходилось обнажать оружие. Картина собирала сотни людей, пришедших на выставку лишь для того, чтобы обругать картину и плюнуть на неё. В итоге картину перевесили в самый дальний зал Салона на такую высоту, что её было почти не видно.
Художник Дега сказал:
Известность, которую Мане завоевал своей Олимпией, и мужество, которое он проявил, можно сравнить только с известностью и мужеством Гарибальди.

## Жизненный путь полотна
- 1863 — картина написана.
- 1865 — картина выставлена в Салоне. После этого почти четверть века она хранится в недоступной посторонним мастерской автора.
- 1889 — картина выставлена на выставке по случаю 100-летия Великой Французской революции. Богатый американец выражает желание купить её за любые деньги. Друзья Мане собирают по подписке 20 000 франков и выкупают «Олимпию» у вдовы художника, чтобы принести её в дар государству. Не слишком обрадованные таким подарком власти после некоторого сопротивления всё же принимает дар и отдают на хранение в запасники Люксембургского дворца.
- 1907 — без лишнего шума «Олимпию» переносят в Лувр.
- 1947 — наконец, картина всё-таки занимает почётное место в открывшемся Музее импрессионизма.

## Влияние картины

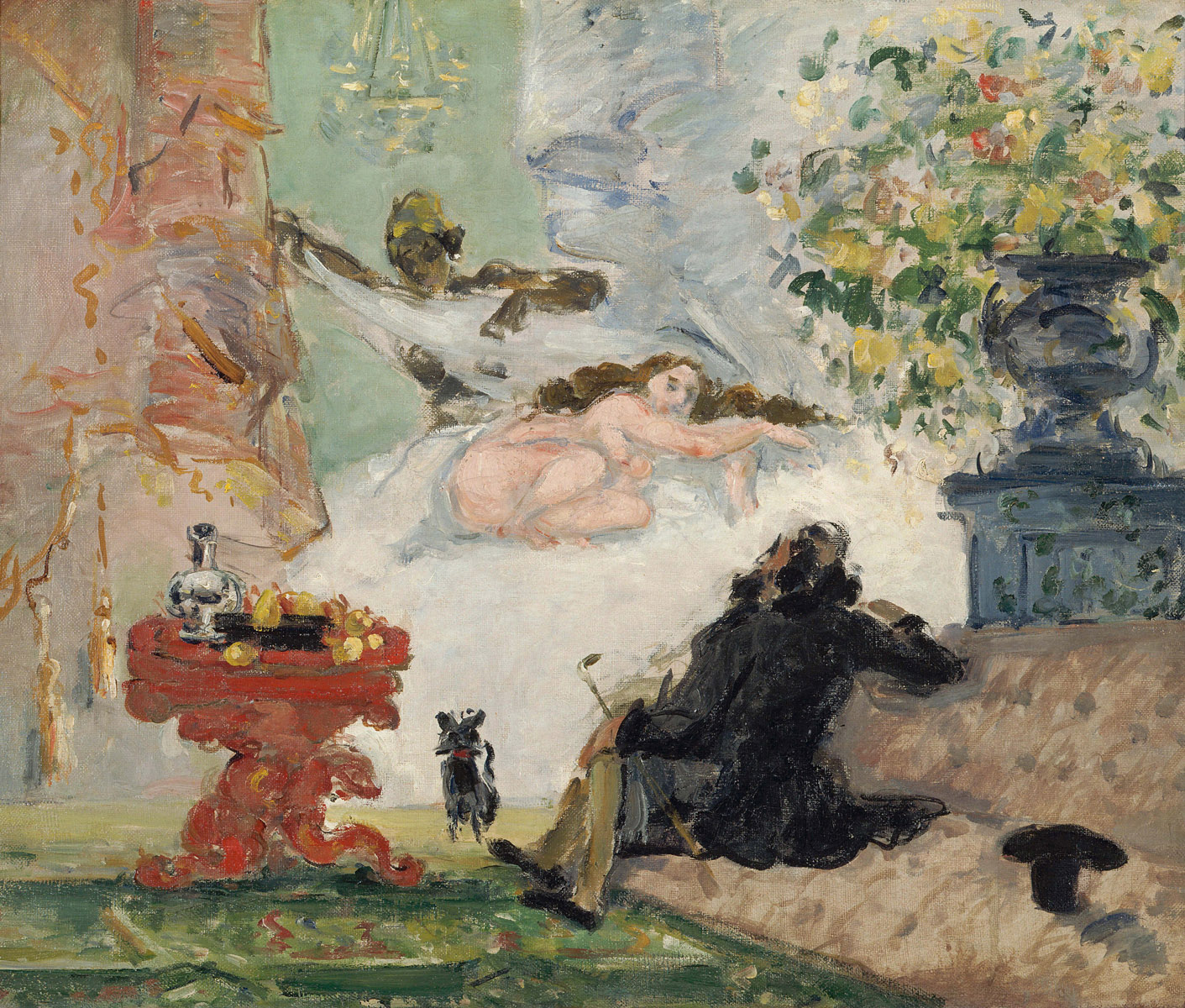
Поль Сезанн. «Современная Олимпия»

Первым художником, создавшим своё произведение по мотивам «Олимпии», был Поль Сезанн. Однако в своей «Современной Олимпии» он пошёл чуть дальше, изобразив помимо самой проститутки и служанки ещё и клиента. Поль Гоген написал копию «Олимпии» в 1891 году, «Олимпия» вдохновляла и Эдгара Дега, и Анри Фантен-Латура. Пабло Пикассо заменил в своей пародии на «Олимпию» одетую служанку двумя обнажёнными мужчинами.

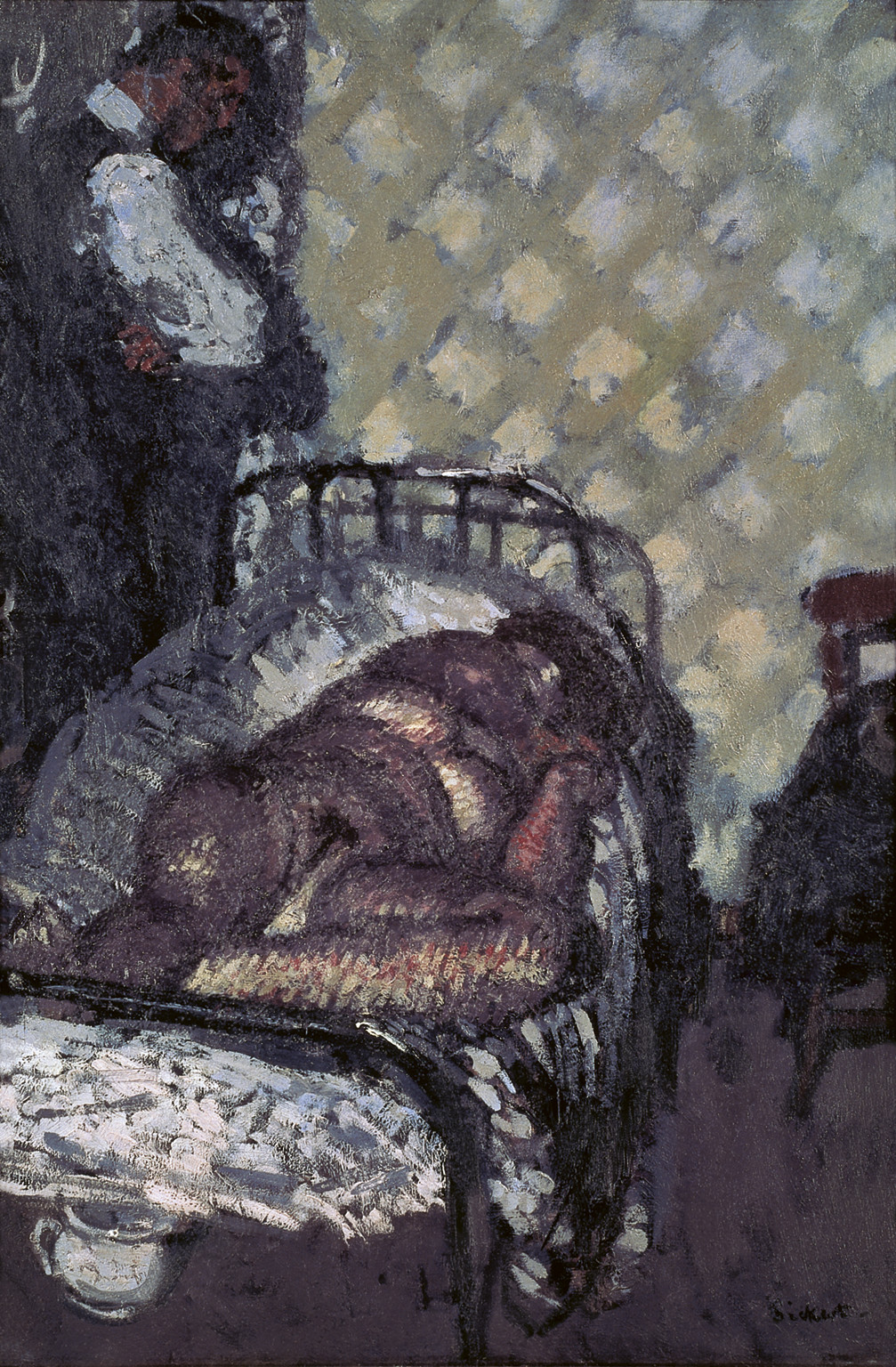
Уолтер Сикерт. Кэмден-таунское дело, 1909

Художник, искусствовед и художественный критик Реджинальд Говард Виленски и историк британского искусства Лиза Тикнер считали, что Уолтер Сикерт, создавая свою серию из четырёх полотен «Убийство в Кэмден-Тауне», отталкивался от картины Мане. С одной стороны, он определённо изучал «Олимпию». С другой стороны, «Олимпия» к началу XX века стала уже чем-то вроде работы старого мастера. Сикерт в своих полотнах, по мнению Лизы Тикнер, принципиально отказался от изображения обнажённого тела как аллегории, которую искусствовед находила в «Олимпии», передав особенности плоти, боли, веса, мышечного тонуса и уязвимости, драматизируя взаимодействие между плотью и краской, узором и формой в направлении, которое «ведёт к Бэкону и Фрейду».
Весь XX век мотив Олимпии был нарасхват у самых разных художников. К ним относятся Жан Дюбюффе, Рене Магритт, Франсис Ньютон Соуза, Герхард Рихтер, А. Р. Пенк, Феликс Валлотон, Жак Вийон и Эрро. Ларри Риверс написал в 1970 году темнокожую Олимпию и назвал своё творение «I like Olympia in Black Face». В 1990-х гг. появилась трёхмерная Олимпия. Американский художник Сьюард Джонсон создал скульптуру по мотивам «Олимпии» Мане под названием «Confrontational Vulnerability». Российский искусствовед Евгения Яркова находит влияние картины Мане на созданное в 1954 году Аркадием Пластовым полотно «Весна», вызвавшее острые споры среди искусствоведов и зрителей.
В 2004 году карикатура, изображающая Джорджа Буша-младшего в позе Олимпии, была снята с экспозиции городского музея Вашингтона.
В 1912 году после предоставления комиссии Королевской академии изящных искусств в Лиссабоне копии картины вместо собственной оригинальной работы португальский художник-футурист Санта Рита Пинтор лишился стипендии для обучения в Париже, кроме того, жюри прекратило присуждение стипендий другим художникам.

## Фильмография
- «Натурщица с чёрной кошкой», фильм Алена Жобера[фр.] из цикла «Палитры» (Франция, 1998).